# Douglas BTD Destroyer
El Douglas BTD Destroyer (‘destructor’ en inglés) fue un avión torpedero y bombardero en picado estadounidense desarrollado para la Armada de los Estados Unidos durante la Segunda Guerra Mundial. Fue el primer avión embarcado de la Armada estadounidense con tren de aterrizaje triciclo.

## Diseño y desarrollo

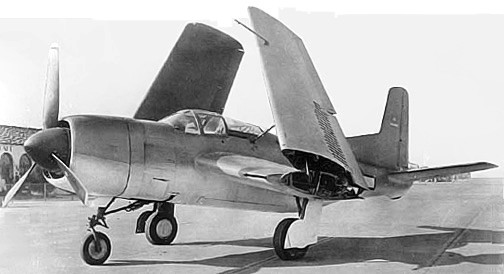
Un Douglas BTD Destroyer con las alas plegadas.

Las primeras evaluaciones de servicio del Douglas SBD Dauntless habían convencido a la Armada estadounidense de que el avión era muy adecuado para el bombardeo en picado; más tarde, su historial en la guerra, en acciones tales como la batalla del Mar de Coral (mayo de 1942) y la batalla de Midway (junio de 1942), no hizo más que corroborar los datos ya conocidos. Sin embargo, mucho antes la Armada estadounidense había dado los primeros pasos para conseguir un bombardeo en picado más avanzado, y la Douglas Aircraft Company desarrolló un biplaza de esta categoría, del cual la Armada pidió dos prototipos en junio de 1941.
El primer prototipo (03551), designado Douglas XSB2D-1 Destroyer, realizó su primer vuelo el 8 de abril de 1943. No obstante, no se inició la producción; el prototipo fue utilizado como base para un nuevo avión, cuya necesidad había quedado demostrada por el desarrollo de la guerra en el Pacífico. Como el XSB2D-1, el prototipo era un bombardero en picado biplaza, de líneas limpias y adecuadas a su cometido; introducía una bodega interna de bombas y, por primera vez en un avión embarcado, un tren de aterrizaje retráctil de tipo triciclo. La nueva exigencia de la Armada estadounidense era por un torpedero/bombardero en picado monoplaza. El XSB2D-1 fue modificado para esta función: se le dotó de una cabina de una sola plaza, se añadieron dos cañones de 20 mm montados en las alas, se amplió la bodega de bombas y se aumentó la capacidad de combustible. Se instalaron aerofrenos a ambos lados del fuselaje y se conservó el gran motor Wright R-3350-14 Cyclone 18 del XSB2D-1 para proporcionar las altas prestaciones exigidas.
Un contrato del 31 de agosto de 1943 aumentó el número de aviones inicialmente pedido a 358 ejemplares, que fueron designados BTD-1 y mantuvieron el nombre de Destroyer. Las entregas de aparatos de serie comenzaron en junio de 1944; sin embargo, sólo se habían entregado 28 cuando el contrato fue cancelado, poco después de la rendición de Japón. Las prestaciones del Destroyer fueron decepcionantes y, al parecer, el modelo nunca fue utilizado en operaciones de combate. Dos aviones fueron equipados con fines experimentales con una planta motriz mixta, incorporando un turborreactor Westinghouse WE-19XA de 680 kg de empuje instalado en la sección trasera del fuselaje y alimentado por una toma de aire dorsal situada detrás de la cabina. Denominados XBTD-2, fueron los primeros aviones de reacción de la Armada estadounidense. Se realizó un primer vuelo en mayo de 1945, pero el turborreactor, inclinado hacia abajo, no podía usarse a velocidades superiores a 320 km/h. A finales de 1945 el proyecto fue cancelado.

## Variantes

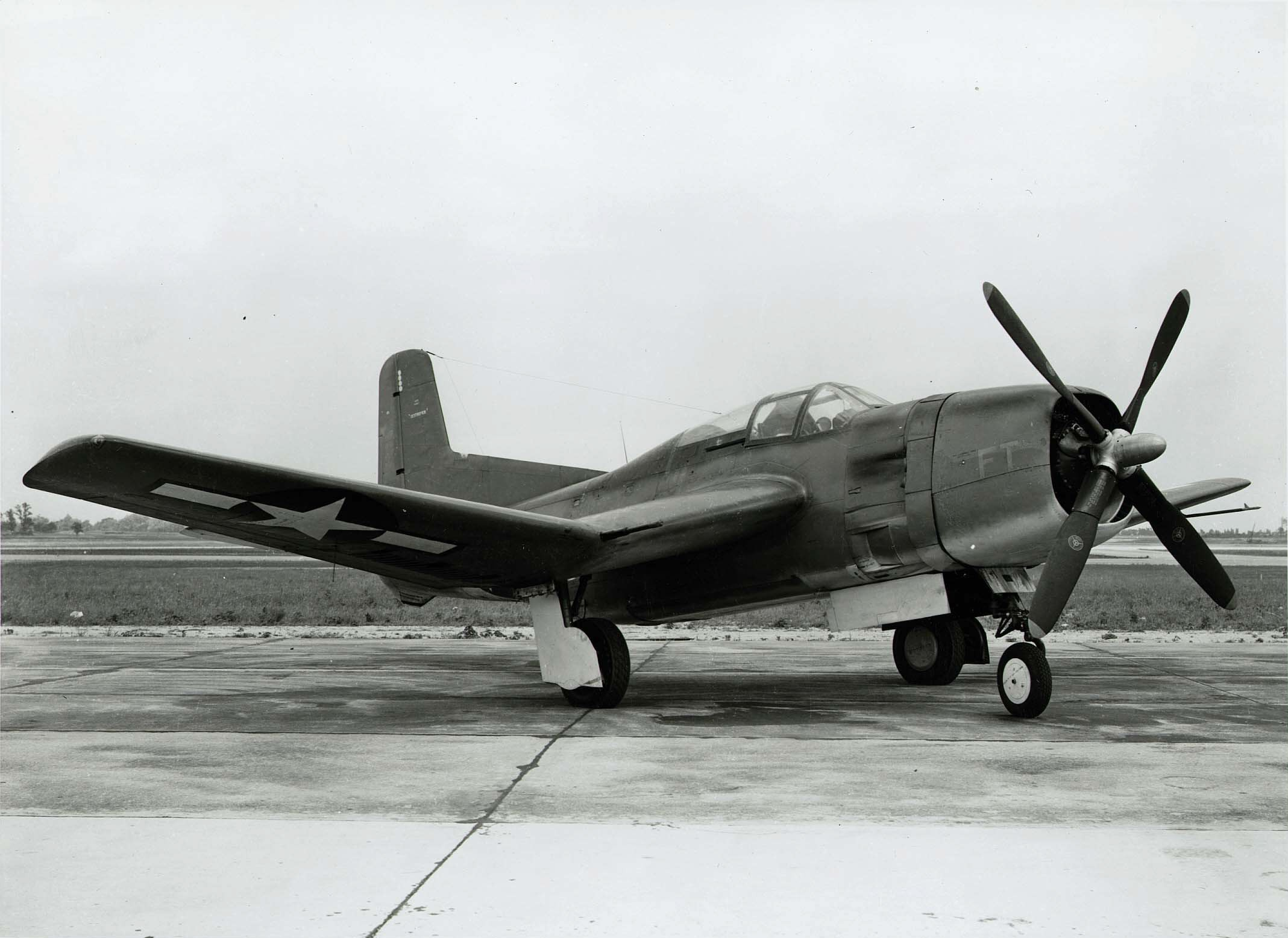
Douglas BTD-1 Destroyer en la NAS Patuxent River 1945.

XSB2D-1
Prototipo biplaza de avión torpedero y bombardero en picado. Dos construidos.
SB2D-1
Versión de producción del XSB2D-1. 358 encargados, pero el pedido se cambió a BTD-1 antes de que llegara a ser construido algún ejemplar.
BTD-1
Versión monoplaza. 26 construidos.
XBTD-2
Prototipo con propulsión mixta, el turborreactor Westinghouse 19B añadido en la parte posterior del fuselaje con un empuje de 1500 lbf (6,7 kN) no ofrecía una mejora sustancial en el rendimiento. Voló por primera vez en mayo de 1944. Dos construidos.

## Operadores
Estados Unidos
- Armada de los Estados Unidos

## Supervivientes
- BTD-1, N.º de Serie 4959, Wings of Eagles Discovery Center, Aeropuerto Regional Elmira-Corning, Elmira,[2] Nueva York.[3][4]

## Especificaciones (BTD-1)
Referencia datos: Dave's Warbirds

### Características generales
- Tripulación: 1 piloto
- Longitud: 11,76 m
- Envergadura: 13,72 m
- Altura: 4,14 m
- Peso vacío: 5244 kg
- Peso máximo al despegue: 8618 kg
- Planta motriz: 1× motor radial de 18 cilindros Wright R-3350-14 Cyclone.
  - Potencia: 1692 kW (2268 HP; 2300 CV)

### Rendimiento
- Velocidad máxima operativa (Vno): 538 km/h (334 MPH; 290 kt) a 4900 m
- Techo de vuelo: 7193 m (23 600 ft)

### Armamento
- Cañones: 

  - 2 de 20 mm
- Bombas: 1450 kg de bombas
- Otros: o 1× torpedo en la bodega interna

### Aeronaves similares
- Blackburn Firebrand
- BTM Mauler
- Curtiss XSB3C
- Aichi B7A Ryusei

### Secuencias de designación
- Secuencia SB_D (Aviones Bombardero/Exploración de la Armada estadounidense, 1934-1946 (Douglas, 1922-1962)): SBD - SB2D
- Secuencia BT_D (Torpederos de la Armada estadounidense, 1942-1945 (Douglas, 1922-1962)): BTD - BT2D

### Listas relacionadas
- Anexo:Aeronaves militares de los Estados Unidos (navales)